# Пашов, Михаил Васильевич
Михаил Васильевич Пашов (1915—2002) — советский государственный деятель, председатель Днепропетровского облисполкома (1964—1978).

## Биография
Член ВКП(б) с 1940 г. Окончил Одесский сельскохозяйственный институт.
- 1939—1956 гг. — старший, главный агроном,
- 1956—1961 гг. — начальник Днепропетровского областного управления сельского хозяйства,
- 1961—1962 гг. — заместитель председателя исполнительного комитета Днепропетровского областного Совета,
- 1962—1964 гг. — начальник Днепропетровского областного управления производства и заготовок сельскохозяйственных продуктов, первый заместитель председателя исполнительного комитета Днепропетровского сельского областного Совета,
- май-декабрь 1964 г. — председатель исполнительного комитета Днепропетровского сельского областного Совета,
- 1964—1978 гг. — председатель исполнительного комитета Днепропетровского областного Совета.

Депутат Верховного Совета СССР 7—9 созывов. Член ЦК КП Украины (1966—1981).

## Награды
- орден Ленина (26.02.1958)
- орден Трудового Красного Знамени (06.07.1965)
- медаль «За трудовую доблесть» (25.12.1959)